# Oblouček
Oblouček nebo též breva[zdroj?] (˘) je diakritické znaménko v latince, cyrilici a řecké abecedě. Podobá se háčku (ˇ), od kterého se liší tím, že je zaoblený. V Unicode má kód U+0306. Na české klávesnici ho lze napsat jako AltGr+4.

## Použití

### Latinka
Nejčastěji používaná písmena s obloučkem jsou Ă, Ğ a Ŭ. Dále může být oblouček použit nad písmeny C̆, Ĕ, Ĭ, K̆, M̆, N̆, Ŏ, P̆, R̆, T̆, V̆, X̆ a Y̆. Další písmena s obloučkem se nepoužívají, ale je možné je uměle modifikovat pomocí Unicode. Takováto písmena jsou B̆, D̆, F̆, H̆, J̆, L̆, Q̆, S̆, W̆ a Z̆.

### Cyrilice
V cyrilici lze oblouček použít u znaků Ӑ, Ӗ, Ӂ, Й a Ў.

### Řecká abeceda
V řecké abecedě je možné použít oblouček pouze nad třemi znaky- nad alfou (Ᾰ, minuskule ᾰ), iótou (Ῐ, minuskule ῐ) a ypsilonem (Ῠ, minuskule ῠ).

## Podobná diakritická znaménka

### Obrácený oblouček
Obrácený oblouček je diakritické znaménko. Používá se velice zřídka a pouze v latince. Podobá se stříšce (^). V Unicode má kód U+0311. Na české klávesnici ho není možné obvyklým způsobem zapsat.
Používá se pouze nad písmeny Ȃ, Ȇ, Ȋ, Ȏ, Ȓ a Ȗ, lze však uměle modifikovat i písmena B̑, C̑, D̑, F̑, G̑, H̑, J̑, K̑, L̑, M̑, N̑, P̑, Q̑, S̑, T̑, V̑, W̑, X̑, Y̑ a Z̑.

### Oblouček pod
Oblouček pod je téměř nepoužívané diakritické znaménko. Používá se pouze v latince. V Unicode má kód U+032E. Na české klávesnici ho není možné obvyklým způsobem zapsat.
Jediné použití tohoto znaku je u písmene Ḫ, což je uměle vytvořené písmeno používané v přepisech nelatinkových znaků. Uměle lze modifikovat znaky s tímto diakritickým znaménkem A̮, B̮, C̮, D̮, E̮, F̮, G̮, I̮, J̮, K̮, L̮, M̮, N̮, O̮, P̮, Q̮, R̮, S̮, T̮, U̮, V̮, W̮, X̮, Y̮ a Z̮.

### Obrácený oblouček pod
Obrácený oblouček pod je nepoužívané diakritické znaménko. Jedná se o rozšíření Unicode pro modifikaci písmen, má zde kód U+032F. Znak jako takový se nepoužívá a není možné ho obvyklým způsobem zapsat.
S pomocí Unicode lze modifikovat znaky A̯, B̯, C̯, D̯, E̯, F̯, G̯, H̯, I̯, J̯, K̯, L̯, M̯, N̯, O̯, P̯, Q̯, R̯, S̯, T̯, U̯, V̯, W̯, X̯, Y̯, Z̯.